# Luisa Daniela Hernández
Luisa Daniela, ciclista Colombiana de Pista y Ruta nació en Bogotá, es corredora de la liga de ciclismo de Bogotá y se ha destacado como una joven promesa del ciclismo nacional.
Campeona de la edición 27 de la Vuelta Nacional del Futuro 2015, participó en enero de 2016 en la tercera edición del tour femenino de San Luis en Argentina UCI 2.1, tercer lugar en la clasificación Sub-23 en la Vuelta Femenina Internacional a Costa Rica UCI 2.2 2016, y medalla de bronce de la categoría Sub-23 en las pruebas contra reloj de los Campeonatos Nacionales 2017.

## Palmarés
2014
- Medalla de oro persecución por equipos. XLVI Campeonato Nacional de pista y ruta (Juvenil Damas)
- 5.º     Edición 26 de la Vuelta Nacional del Futuro.

2015
- Medalla de oro Campeona nacional 27 Vuelta Nacional del futuro
- Medalla de oro persecución por equipos pista. Campeonatos Nacionales de pista y ruta Juvenil (Damas)
- Campeona de Scrash y puntos. Distrital de pista y ruta (Juvenil Damas)
- CRI Ruta. Distrital de pista y ruta (Juvenil Damas)
- Ruta. Distrital de pista y ruta (Juvenil Damas)
- Ruta. Campeonatos Nacionales de pista y ruta Juvenil (Damas)
- 9.º    Prueba por puntos. Campeonatos Nacionales Elite pista

2016
- 14.º   Clasificación de las jóvenes en el Tour Femenino de San Luis
- 16.º   Campeonatos Nacionales de Ruta (enlace roto disponible en Internet Archive; véase el historial, la primera versión y la última). (Damas)
- 3.º   Vuelta Femenina Internacional a Costa Rica (sub-23 Damas)

2017
- CRI. Campeonatos Nacionales (Damas)

Vuelta femenina Internacional a Costa Rica 
Categoría sub-23

## Equipos
- Pedalea Cycling Team (2014-septiembre de 2016)
- Proyecta Ingenieros (Desde septiembre de 2016)